# Тарифна політика Дональда Трампа

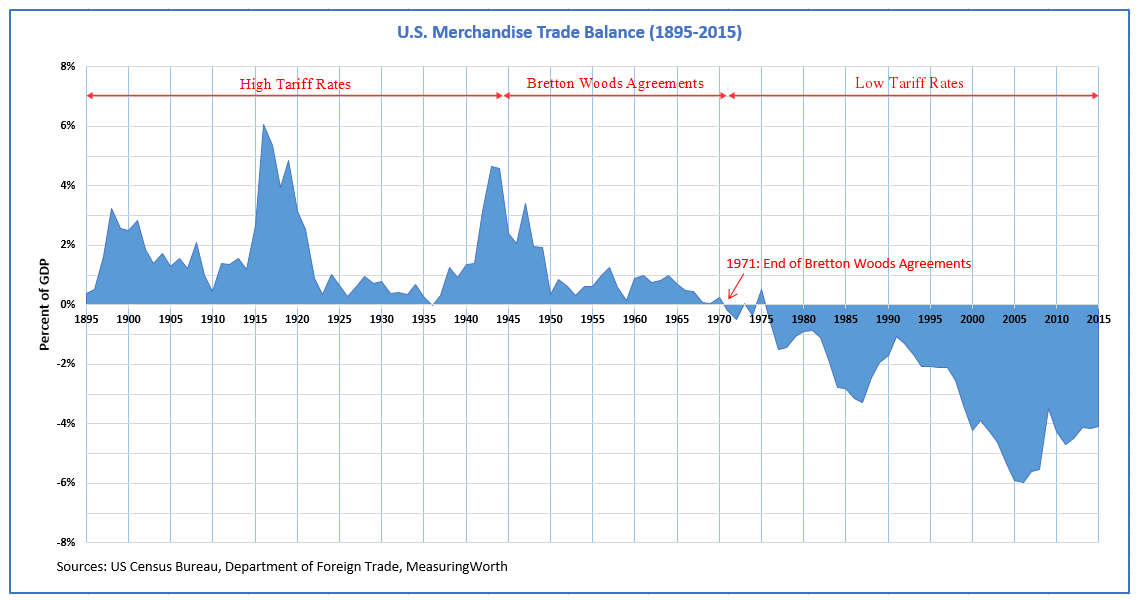
Торговельний баланс і торговельна політика США (1895—2015)

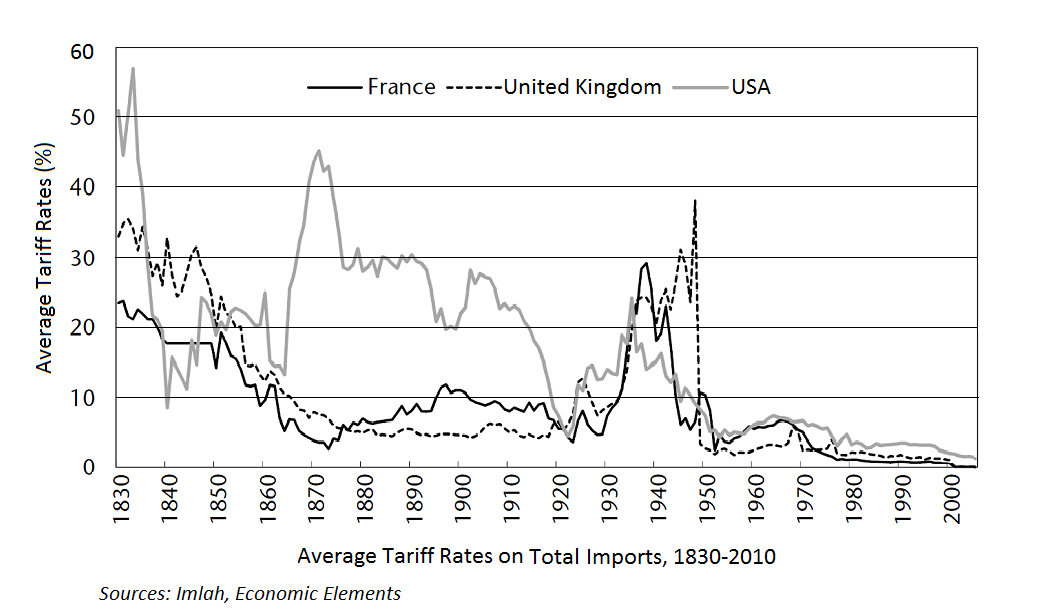
Середні тарифні ставки (Франція, Велика Британія, США)

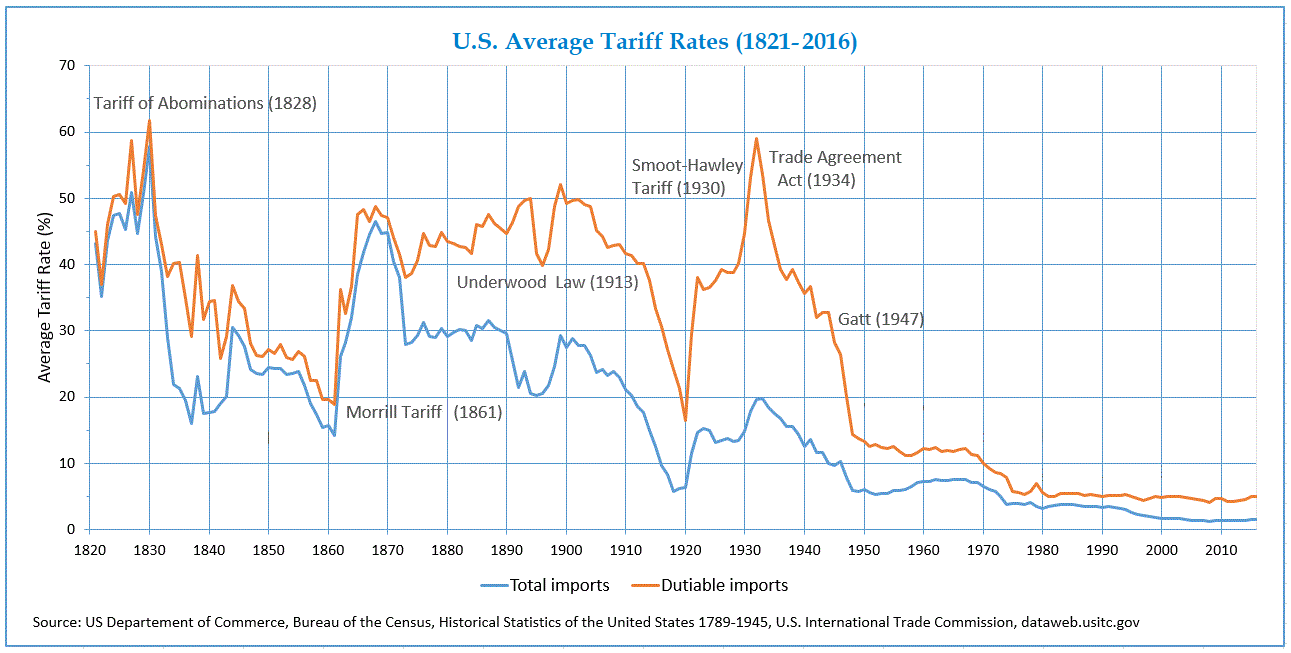
Середні тарифні ставки в США (1821—2016)

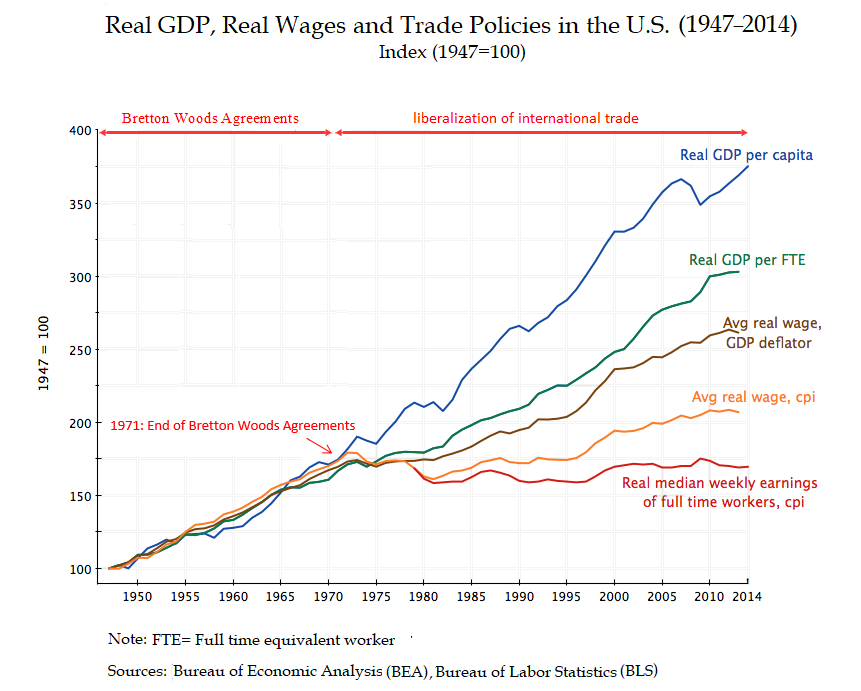
Реальний ВВП, реальна заробітна плата та торгова політика США (1947—2014)

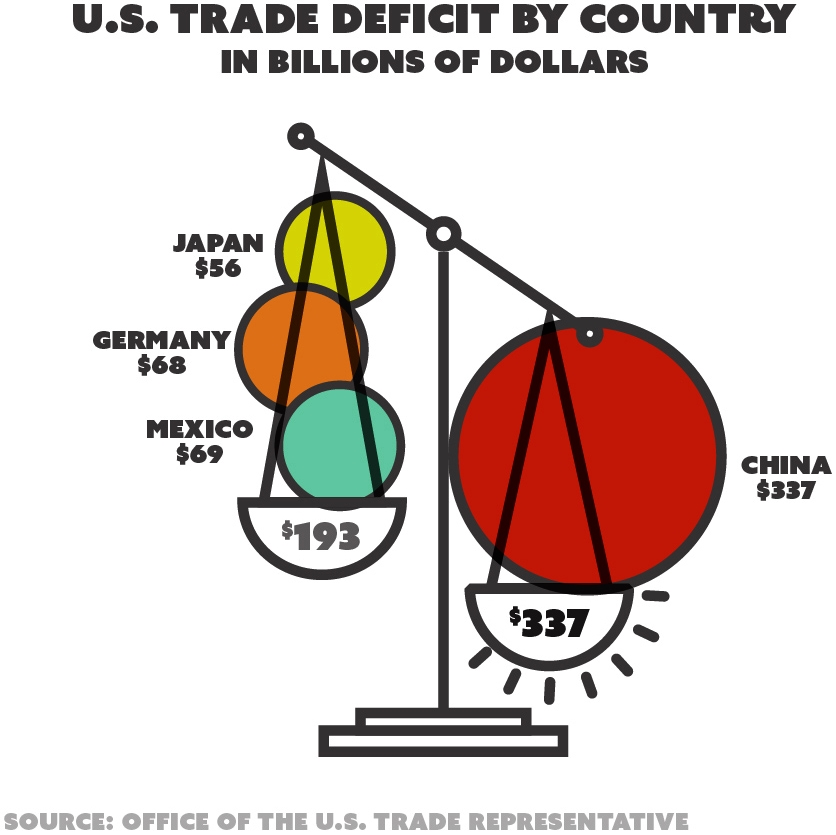
Дефіцит торгового балансу США (2017 рік)

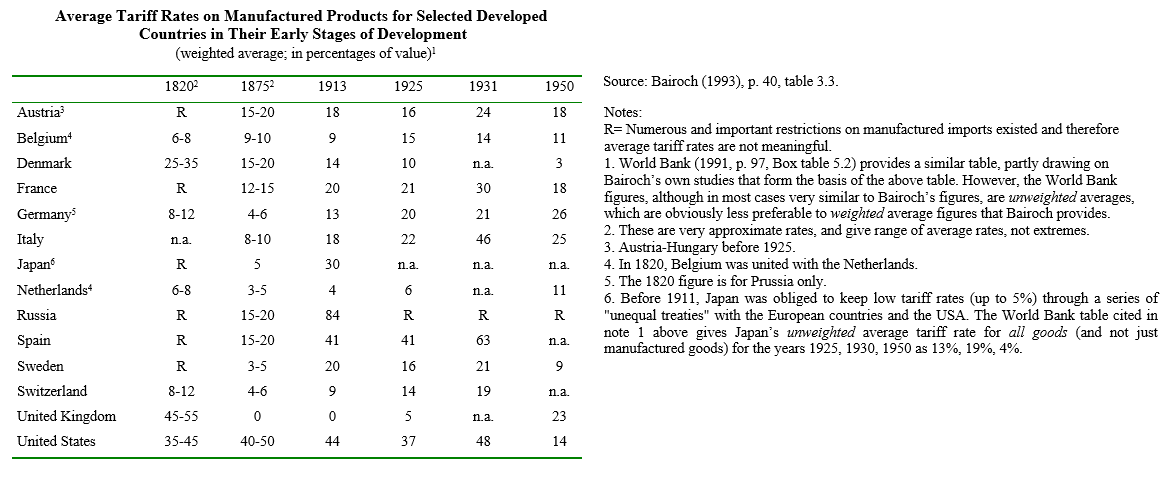
Середня тарифна ставка на виготовлену продукцію

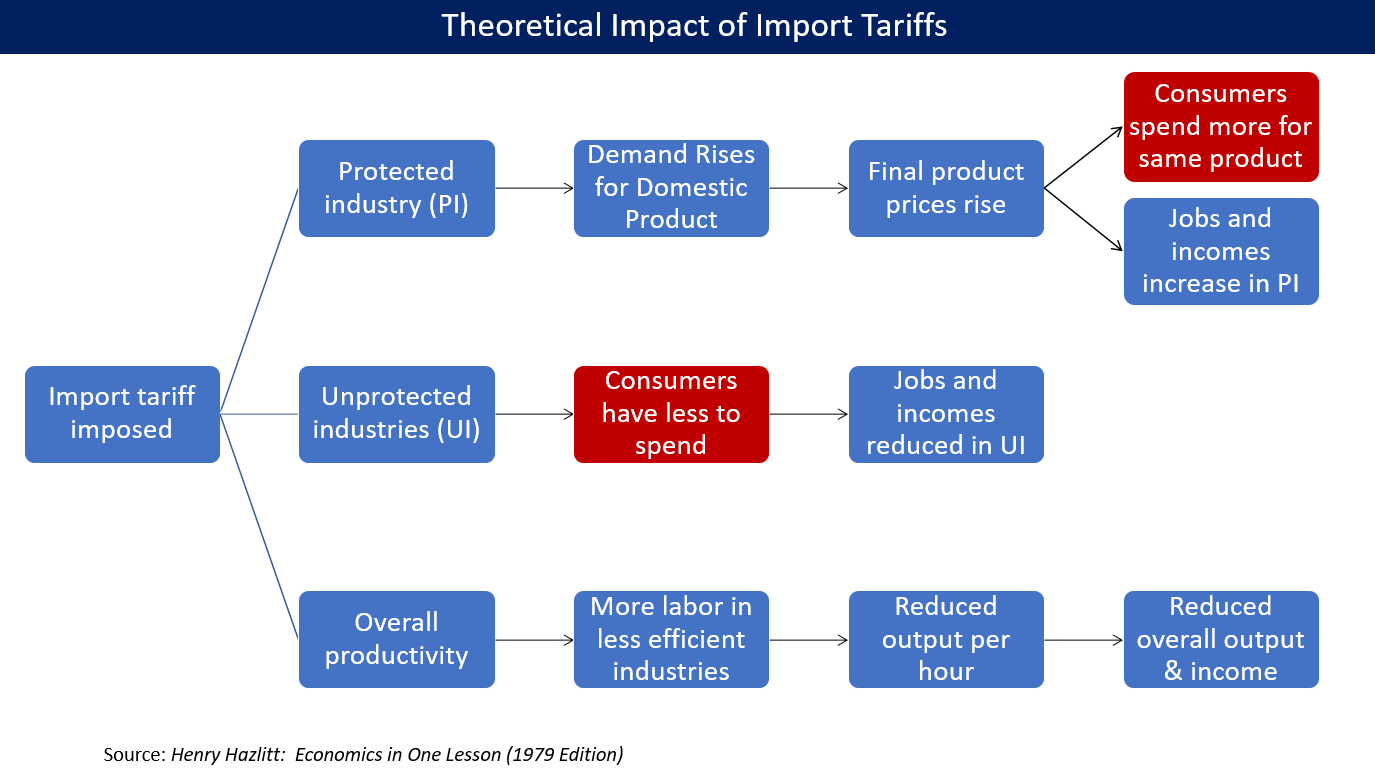
Діаграма перерозподілу доходів між незахищеними та захищеними секторами економіки

Тарифна політика Дональда Трампа — серія протекціоністських економічних заходів, здійснених адміністрацією Президента США Дональда Трампа у зовнішній торгівлі США починаючи з 2017 року. Ці заходи призвели до економічного протистояння США зі своїми основними економічними партнерами — Китаєм та ЄС, а також з іншими країнами. Заходи також спрямовані на захист американських виробників від конкуренції з імпортними товарами.

## Передумови та контекст
Основною передумовою до протекціоністських економічних заходів з боку США є тривале від'ємне сальдо у зовнішній торгівлі США, яке призвело до стрімкого збільшення зовнішнього і внутрішнього боргу США.
Введення протекціоністських економічних заходів з боку США відбулось на тлі економічних та політичних розбіжностей між США та Китаєм, та між США та «старою Європою».
Суперечності з Китаєм виникли на тлі стрімких змін насамперед в економічних відносинах. Так, торговий дефіцит США у торгівлі з Китаєм у 2017 році становив 375 мільярдів доларів. За даними Rhodium Group і NCUSCR за період з 1990 по 2015 рік загальні інвестиції США в Китай становили $ 228 млрд, китайські інвестиції в США — $ 64 млрд. Співробітниками американських компаній в Китаї є понад 1,6 млн громадян КНР, китайські інвестиції в США створюють понад 100 тис. робочих місць. У 2015 році інвестиції США в Китай вперше виявились меншими за інвестиції Китаю в США і склали $ 13,1 млрд проти $ 15,3 млрд.
Суперечності з Європою виникли на тлі тісних зв'язків окремих європейських країн з Росією, яку в США відносять до країн, що становлять загрозу національній безпеці. США, вводячи мита, сподіваються змусити окремі країни ЄС згорнути співпрацю з Росією та зробити Росію більш поступливою.

## Методи та засоби
Після введення мита на першу групу товарів США сподіваються досягти прийнятних для себе поступок з боку своїх економічних партнерів. В разі, якщо такі поступки не відбудуться, виникне загроза введення мит на інші групи товарів.

## Протистояння з Китаєм

### 2018—2019
В березні 2018 адміністрація президента США Дональда Трампа узялася до розробки планів щодо обмеження в США китайських інвестицій та введення загороджувальних мит. Одна з пропозицій зводиться до того, що США можуть дозволяти китайські інвестиції тільки в тих секторах, в яких американці можуть інвестувати у китайські компанії. Таким чином має забезпечуватися принцип взаємності.
22 березня оголошені Трампом плани призвели до різкого зниження активності на більшості світових ринків. Американський індекс Dow Jones в четвер впав на 2,93 %, S&P — на 2,52 %, японський Nikkei — на 4,5 %, гонконзький Hang Seng — на 2,4 %.
В перших числах квітня 2018 торгове представництво США повідомило, що у відповідь на нечесну торгівлю з боку Китаю, крадіжку технологій та інтелектуальної власності, США можуть ввести мита у розмірі 25 % на близько 1300 найменувань товарів з Китаю, у тому числі: авіаційну продукцію, техніку, продукцію машинобудування, сталь, ліки, медичне обладнання, печі для виготовлення хлібобулочної продукції, запчастини для автомобілів тощо. У відповідь Китай закликав усіх членів СОТ протистояти торговому протекціонізму США і вирішив об'єднатися з Європою проти США.
4 травня завершилися дводенні переговори між США і Китаєм, які виявились безрезультатними. Повідомлялося, що США зажадали від Китаю скоротити торговий дефіцит між двома країнами не менше ніж на 200 мільярдів доларів до 2020 року.
На початку травня ЗМІ повідомили, що Китай в рамках переговорів з США, ймовірно, запропонує збільшити імпорт американських товарів, щоб уникнути повноцінного торгового протистояння.

### 2020
22 травня 2020 року Міністерство торгівлі США ввело нові санкції проти 33 державних та приватних компаній Китаю, а також китайських урядових організацій. Мотивація введення нового пакету санкцій була обґрунтована порушеннями прав людини та зловживань, скоєних в ході китайської кампанії репресій проти національних меншин Китаю, таких як уйгури, етнічні казахи та мусульмани в Синьцзян-Уйгурському автономному районі.
25 червня Сенат США затвердив санкції проти Китаю через автономію Гонконгу. Ці санкції буде запроваджено у випадку обмеження автономії Гонконгу.

## Протистояння з ЄС
У березні 2018 адміністрація президента США Дональда Трампа запровадила мита в розмірі 25 % на сталь і 10 % на алюміній стосовно Китаю, Росії та Японії. Для ЄС, Канади, Мексики, Бразилії, Австралії та Аргентини додаткові мита почали діяти з 1 червня.
20 червня 2018 у відповідь на запроваджені США мита на сталь та алюміній ЄС запровадив 25 % мита щодо ряду американських товарів, зокрема мотоциклів, апельсинового соку та віскі, та 50 % мито на взуття, деякі види одягу та пральні машини. Нові тарифні обмеження стосуватимуться американських товарів на загальну суму 2,8 мільярда доларів. В зоні ризику — європейські автовиробники, значна частина їх продукції потрапляє в США. Введення мит на європейські автомобілі з боку США, дозволить США розвивати власну автопромисловість.

## Результати та наслідки
Президент Єврокомісії Жан-Клод Юнкер заявив, що запроваджені раніше американські мита щодо європейських товарів суперечать історії взаємин ЄС з США.
Вплив імпортного тарифу полягає у підвищенні цін, зайнятості та доходів у захищених секторах промисловості, одночасно зменшуючи їх у незахищених, головним чином тому, що споживачі, що витрачають більше на товари в галузях, менше витрачають у незахищених.
|  | Серед безлічі оцінок стану світопорядку у Мюнхенській доповіді одна привертає до себе особливу увагу. Йдеться про коротеньку цитату Ангели Меркель щодо європейського турне Д.Трампа у травні 2017 р.: «Часи, коли ми могли повністю покластися на інших, у певному сенсі, минули. Це те, що я відчула в останні кілька днів». Втрата взаємодовіри між ключовими політичними суб'єктами, між учасниками інтеграційних об'єднань, між керівниками та громадянами країн — ось той інструмент, із допомогою якого був розколотий знайомий нам ліберальний світопорядок. Довіру, що тривалий час цементувала союзи навіть давніх противників і сприяла мирному вирішенню безлічі проблем (у давні часи вони викликали кровопролитні війни), було втрачено. … Проблема втрати довіри — це не тільки приватна точка зору А.Меркель на ситуацію в західному світі. Про це ж на останньому Балто-Чорноморському форумі говорили майже всі екс-президенти країн регіону. Вони також констатували, що світ змінився і перетворився на світ недовіри. Ніхто й нікому не довіряє. Саме тому довіра і зусилля, спрямовані на її конструювання, можуть стати найціннішою валютою в новому світі політичного хаосу. |

|  | „Північний потік-2“ для Німеччини — це вибір стратегічного партнерства: США чи Росія. Схоже, свій вибір Берлін зробив. Для Німеччини це означає майже тотальне домінування в Європі, при одночасному посиленні стратегічного протистояння зі США (втім, до певних меж). І хоч поки що не йдеться про повернення до business as usual, але пріоритети вже зрозумілі: Німеччина хоче й готова бути ключовим партнером Росії в Європі, конвертуючи свій особливий статус у частині контролю над європейськими енергопотоками в політичний вплив. А ще ж не так давно саме європейські лідери говорили, що енергетику й енергоресурси не можна використовувати як зброю… |

## Торгова війна та Україна
Введені мита призвели до підвищення цін на метали, торгівля якими дає значні валютні надходження до бюджету України. За цих умов Україна намагається отримати від США режим сприяння у торгівлі.